# Likoma

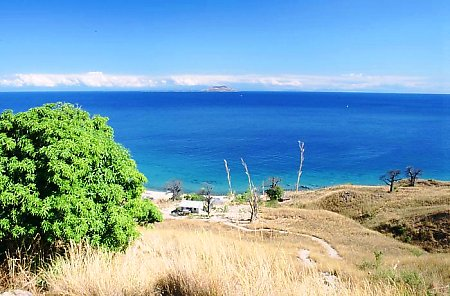
Likoma, widok na jezioro Niasa

Likoma – największa wyspa na jeziorze Niasa. Pomimo niewielkiej odległości (ok. 4 km) od wybrzeża Mozambiku, należy do Malawi. Powierzchnia ok. 18 km², długość 6,4 km, szerokość 3,2 km. W 2003 roku zamieszkiwało ją 10 tysięcy osób.
Wyspy Likoma i sąsiednia Chizumulu wraz z otaczającymi je wodami przybrzeżnymi i małymi wysepkami stanowią eksklawy Malawi na wodach terytorialnych Mozambiku i tworzą razem dystrykt Likoma.